# Marshall McLuhan

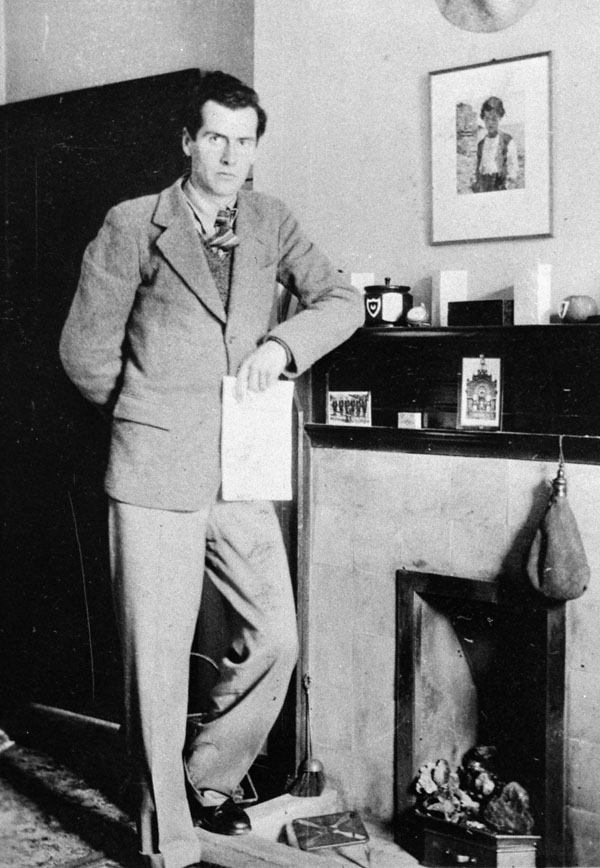
Marshall McLuhan, ca. 1940

Herbert Marshall McLuhan (21 juli 1911, Edmonton, Canada - 31 december 1980) was een Canadees filosoof en wetenschapper. Tot zijn belangrijkste werkgebieden behoren mediastudies en mediatheorie. Hij was de grondlegger van het concept global village. Dit concept werd door McLuhan voor het eerst geformuleerd in 1959, ver voordat de vorming van een 'mondiaal dorp' (met de opkomst van het internet en het wereldwijd web) voor iedereen zichtbaar werd.
McLuhan verwierf bekendheid in de jaren zestig met boeken als Understanding Media: The Extensions of Man en The Medium is the Message: An Inventory of Effects. Hij beweerde dat de media een verlenging zijn van de menselijke zintuigen en zowel het individu als de maatschappij op een bepalende manier beïnvloeden. Hij verdeelde de communicatiemiddelen in 'hot' (met hoge intensiteit, zoals radio en film) en 'cool' (lage intensiteit, zoals telefoon en televisie).
Met zijn veelbesproken stelling the medium is the message bedoelde McLuhan dat het communicatiemiddel een beslissend stempel drukt op de betekenis van de boodschap. Met de woordspeling in de titel van zijn boek "The medium is the massage, (...)" bedoelde hij dat de media een doordringende, 'knedende', dus als het ware een masserende werking bezitten.
Hoewel sommige van zijn stellingen als omstreden worden gezien, twijfelt niemand aan zijn kernbewering: 'Om de huidige wereld te begrijpen dient men de media te begrijpen'.
In maart 1937 trad McLuhan toe tot de Rooms-Katholieke Kerk. McLuhan is zijn gehele leven een devoot katholiek gebleven. Hij stierf in 1980 aan een hersenbloeding.
Verschillende instituten ter wereld zijn vernoemd naar McLuhan, bijvoorbeeld het Maastricht McLuhan Institute (MMI), verbonden aan de Universiteit Maastricht.